# Contabilità dei lavori
La contabilità dei lavori in un cantiere è il complesso di operazioni (predisposizione degli atti contabili ed esecuzione delle misurazioni) effettuate dal direttore dei lavori per il controllo tecnico, contabile e amministrativo dell'esecuzione dell'intervento affinché i lavori siano eseguiti a regola d'arte e in conformità al progetto e al contratto. 
In Italia la contabilità dei lavori pubblici è disciplinata dal codice degli appalti (D.Lgs. 18 aprile 2016, n. 50) e dalle specifiche linee guida attuative elaborate su proposta dell'ANAC (Autorità nazionale anticorruzione) e approvate con decreto del ministero delle infrastrutture e trasporti.

## Giornale dei lavori
Il Giornale dei lavori, documento obbligatorio della contabilità dei lavori pubblici, è tenuto dal direttore dei lavori per annotare, giorno dopo giorno, l'ordine, il modo e l'attività con cui progrediscono le lavorazioni, la qualifica e il numero degli operai impiegati, l'attrezzatura tecnica impiegata per l'esecuzione dei lavori, l'elenco delle provviste fornite, nonché quant'altro interessi l'andamento tecnico ed economico dei lavori. 
Sul Giornale dei lavori sono riportate l'indicazione delle circostanze e degli avvenimenti relativi ai lavori che possano influire sui medesimi, nonché gli ordini di servizio e le istruzioni e le prescrizioni del RUP (Responsabile Unico del Procedimento) e del direttore dei lavori, le relazioni indirizzate al RUP, i processi verbali di accertamento di fatti o di esperimento di prove, le contestazioni, le sospensioni e le riprese dei lavori, le varianti ritualmente disposte, le modifiche od aggiunte ai prezzi 
Il direttore dei lavori, in caso di delega ai suoi assistenti, ogni dieci giorni e comunque in occasione di ciascuna visita, verifica l'esattezza delle annotazioni sul giornale dei lavori ed aggiunge le osservazioni, le prescrizioni e le avvertenze che ritiene opportune apponendo con la data la sua firma, di seguito all'ultima annotazione dell'assistente. 

## Libretto delle misure
È uno dei registri fondamentali e permette l'accertamento delle quantità di lavoro eseguite. Nel libretto devono essere riportati i disegni o schizzi quotati delle opere eseguite anche non in scala, ma necessari a determinare le quantità delle opere con metodi geometrici.

## Registro della contabilità
I dati contenuti nel libretto delle misure e nelle eventuali liste settimanali confluiscono nel registro di contabilità con l'aggiunta dei relativi prezzi unitari; pertanto, attraverso questo documento, si determina il credito maturato dall'appaltatore.
Nel registro di contabilità l'appaltatore deve indicare delle riserve se le ritiene opportune, altrimenti queste decadranno.

## Sommario del registro di contabilità
È un documento contabile finalizzato a stabilire l'importo totale, per ogni voce di elenco prezzi e/o lista delle economie, maturato allo Stato Avanzamento Lavori in esame dall'inizio dei lavori.

## Stato d'avanzamento lavori
Il direttore dei lavori redige uno stato di avanzamento dei lavori ogni volta che l'impresa ha eseguito opere per un importo pari alla rata di acconto stabilita nel contratto, ovvero con cadenza temporale (mensile, bimestrale etc...)

## Certificati di pagamento
Viene rilasciato dal responsabile in base allo stato di avanzamento dei lavori e certifica l'avvenuto pagamento a favore dell'impresa.

## Ultimazione dei lavori
Viene rilasciato dal direttore dei lavori in due copie dopo essersi accertato di aver terminato le opere dell'appalto, potrebbe anche indicare all'impresa appaltatrice lavori di piccola entità da eseguire entro sessanta giorni.

## Collaudo delle opere
Costituisce l'ultima fase della realizzazione nella quale devono essere verificate e certificate le conformità al progetto e alle eventuali variazioni in corso d'opera.